# Hälsoinformatik
Hälsoinformatik är området inom vilket man studerar metoder och tekniker för insamling, hantering och utvärdering av medicinsk information. Hälsoinformatiker spelar en avgörande roll för att effektivisera informationshanteringen inom klinisk forskning, vård och omsorg, och ytterst för att åstadkomma en säkrare vård av hög kvalitet.
Hälsoinformatik behövs för effektiv hantering av information inom vården. Modern vård och omsorg är beroende av en effektiv hantering av information och kunskap. För att utveckla datorbaserade system som stöder det måste flera olika yrkesgrupper samverka. Den kompetens som krävs för att resultatet ska bli lyckat utgör ämnesområdet hälsoinformatik.

## Definition
Enligt en skrift från Socialstyrelsen 2013, finns det inga vedertagna definitioner av begreppen hälsoinformatik och e-hälsa. Svensk förening för medicinsk informatik (SFMI) hävdar att kunskapsområdet kallas medicinsk informatik, men att de med IT implementerade tjänsterna kallas e-hälsa.
En skribent anger att hälsoinformatik (även kallad medicinsk informatik, hälso- och sjukvårdsinformatik, biomedicinsk informatik, omvårdnadsinformatik eller klinisk informatik) är ett tvärvetenskapligt ämne som omfattar kunskap om insamling, representation, bearbetning, presentation, kommunikation och all slags hantering av data, information och kunskap inom hälso- och sjukvården och den medicinska vetenskapens olika discipliner.

Dock beskriver Svensk MeSH ovanstående stycke något annorlunda, att underrubriker till Informatik (Hälsoinformatik? Hälso- och sjukvårdsinformatik?) (en. Informatics, Health informatics?, Healthcare informatics?) är:
- Bioinformatik (en. Computational Biology, Clinical bioinformatics?)
- Odontologisk informatik (en. Dental Informatics)
- Medicinsk informatik (en. Medical Informatics)
- Vårdinformatik (Omvårdnadsinformatik?) (en. Nursing Informatics)
- Folkhälsa, informatik (Folkhälsoinformatik?) (en. Public Health Informatics).[3]

Enligt en wiki kan även andra undergrupper finnas: Klinisk informatik, Konsumenthälsoinformatik, Läkemedelsinformatik, Medicinsk bildinformatik, samt informatik knuten till Hemsjukvård (en. Home health informatics), Medicinsk forskning och utbildning (en. Informatics for education and research in health and medicine), Patologi (en. Pathology informatics) och Samhällsmedicin (en. Community health informatics).

## Medicinsk informatik
Medicinsk informatik som term myntades av europeiska forskare på 1960-talet och har fått det största genomslaget också för internationell forskning inom området.
Medicinsk informatik (en. Medical Informatics) är ett tvärvetenskapligt ämne som omfattar kunskap om insamling, representation, bearbetning, presentation, kommunikation och all slags hantering av data, information och kunskap inom hälso- och sjukvården, samt den medicinska vetenskapens olika discipliner.
SFMI är en multiprofessionell förening och sektion inom Svenska Läkaresällskapet (SLS).

## Omvårdnadsinformatik/Vårdinformatik
Vårdinformatik anges handha termer och begrepp, samt utvecklar och underhåller beskrivningssystemen.
Sektionen för omvårdnadsinformatik (SOI) är en sektion inom Svensk sjuksköterskeförening (SSF). 